# 維索科耶湖 (普斯科夫州)
56°41′33″N 28°04′55″E / 56.69250°N 28.08194°E
維索科耶湖（俄语：Высокое），是俄羅斯的湖泊，位於該國西北部，由普斯科夫州負責管轄，處於克拉斯諾戈羅茨克區，面積4平方公里，集水區面積51.6平方公里，平均水深1.5米，最大水深2.5米。